# Atelopus onorei
Atelopus onorei es una especie de anfibio anuro de la familia Bufonidae.

## Distribución geográfica
Esta especie es endémica de la provincia de Azuay de Ecuador. Habita a unos 2500 m de altitud en el lado occidental de la Cordillera Occidental.

## Descripción
Los machos miden de 35.2 a 41.3 mm y las hembras de 41.9 a 47.9 mm.

## Etimología
Esta especie lleva el nombre en honor a Giovanni Onore.

## Publicación original
- Coloma, Lötters, Duellman & Miranda-Leiva, 2007 : A taxonomic revision of Atelopus pachydermus, and description of two new (extinct?) species of Atelopus from Ecuador (Anura: Bufonidae). Zootaxa, n.º 1557, p. 1–32[5]